# Mesmont, Ardennes
Mesmont är en kommun i departementet Ardennes i regionen Grand Est (tidigare regionen Champagne-Ardenne) i nordöstra Frankrike. Kommunen ligger  i kantonen Novion-Porcien som ligger i arrondissementet Rethel. År 2022 hade Mesmont 91 invånare.

## Befolkningsutveckling
Antalet invånare i kommunen Mesmont
Referens: INSEE